# The Judgment Day
Palmarès
voir ici
The Judgment Day est un clan de catcheurs Heel composé de Finn Bálor (leader), "Dirty" Dominik Mysterio, JD McDonagh, Liv Morgan, Raquel Rodriguez et Roxanne Perez. Le sextet travaille actuellement à la World Wrestling Entertainment, dans la division Raw. Les premier et troisième catcheurs sont les actuels champions du monde par équipes et le second catcheur est l'actuel champion Intercontinental
Créé par Edge à l'origine, le clan avait pour but de remettre en avant les catcheurs relégués au second plan. Le clan n'a plus de leader attitré depuis le départ de Edge.

## Histoire du groupe

### World Wrestling Entertainment (depuis 2022)

#### Formation du groupe (2022)
Le 28 février à Raw, AJ Styles accepte de défier Edge dans un match à WrestleMania 38. Après cela, le second catcheur effectue un Heel Turn, car il porte un Low Blow et un Con-Chair-To au premier avec une chaise.
Le 3 avril à WrestleMania 38, Edge bat AJ Styles. Après le combat, il forme officiellement une alliance avec Damian Priest et créé le clan. Le 8 mai à WrestleMania Backlash, il rebat son même adversaire par soumission, aidé par Rhea Ripley qui a attaqué son opposant et rejoint le clan après le combat. Le 5 juin à Hell in a Cell, le nouveau trio mixte bat The Club (AJ Styles, Finn Bálor et Liv Morgan) dans un 6-Person Mixed Tag Team match. Le lendemain à Raw, Edge accueille le catcheur irlandais qui effectue aussi un Heel Turn et intègre le clan, mais ce dernier s'approprie sa place de leader et ses deux subordonnés se retournent contre lui, le font passer à travers la table des commentateurs et lui portent un Con-Chair-To. À la suite de cette agression, il est transporté d'urgence à l'hôpital.

#### Rivalité avec Edge (2022-2023)
Le 30 juillet à SummerSlam, accompagnés de Rhea Ripley, Finn Bálor et Damian Priest perdent face aux Mysterios (Rey Mysterio et Dominik Mysterio) dans un No Disqualification match. Pendant la rencontre, Edge fait son retour de blessure après un mois et demi d'absence, en tant que Face, et porte un Spear à ses deux ennemis. Le 3 septembre à Clash at the Castle, ils perdent face à Rey Mysterio et Edge. Après le combat, Dominik Mysterio effectue un Heel Turn, porte un Low-Blow au Hall of Famer, une Clothestline sur son propre père et rejoint officiellement le clan.
Le 8 octobre à Extreme Rules, Finn Bálor bat Edge dans un « I Quit » match avec l'aide des membres du clan. Après le combat, ils obligent son adversaire à assister au Con-Chair-To de Rhea Ripley sur son épouse, Beth Phoenix. Le 5 novembre à Crown Jewel, le nouveau trio masculin du clan bat The O.C (AJ Styles et les Good Brothers) dans un 6-Man Tag Team match. Le 26 novembre aux Survivor Series: WarGames, Finn Bálor perd le match revanche face au Phenomenal qu'il avait battu à TLC 5 ans auparavant.
Le 28 janvier 2023 au Royal Rumble, Dominik Mysterio entre dans le Men's Royal Rumble match en 18e position, élimine Johnny Gargano (avec l'aide de Finn Bálor) avant d'être lui-même éliminé par le futur gagnant, Cody Rhodes. Finn Bálor entre en 20e position, élimine Johnny Gargano (avec l'aide de Dominik Mysterio) avant d'être lui-même éliminé par Edge, qu'il réussit à éliminer du match (avec l'aide de Damian Priest). Damian Priest entre en 22e position, se fait éliminer par Edge, mais parvient également à l'éliminer du match (avec l'aide de Finn Bálor). Un peu plus tard dans la soirée, Rhea Ripley entre dans le Women's Royal Rumble match en première position et le remporte en éliminant successivement B-Fab, Chelsea Green, Nia Jax (avec l'aide de 10 catcheuses), Michelle McCool, Raquel Rodriguez, Asuka et Liv Morgan en dernière position. Elle devient la première catcheuse à remporter la stipulation en entrant en première position, bat le record de la plus longue participation avec 61 minutes de présence sur le ring et détrône Bianca Belair (56 minutes). Deux soirs plus tard à Raw, elle annonce choisir officiellement Charlotte Flair comme adversaire pour WrestleMania 39. Le 18 février à Elimination Chamber, Finn Bálor et Rhea Ripley perdent face à Edge et Beth Phoenix.

#### Captures du titre mondial féminin de la WWE et de la mallette Money in the Bank, doubles captures du titre Nord-Américain de laNXTet des titres incontestés par équipes de la WWE (2023-2024)
Le 1er avril à WrestleMania 39, Dominik Mysterio perd face à son propre père, Rey Mysterio. Ensuite, Rhea Ripley devient la nouvelle championne de SmackDown en battant Charlotte Flair, remporte le titre pour la première fois de sa carrière, son quatrième titre personnel, prend sa revanche sur le match perdu à WrestleMania 36 et, de ce fait, devient la 7e Triple Crown Champion et la 6e Grand Slam Champion. Le lendemain, Finn Bálor, revêtu en Demon King, perd face à Edge dans un Hell in a Cell match et subit sa troisième défaite sous sa forme démoniaque. Le 6 mai à Backlash, Rhea Ripley conserve son titre en battant Zelina Vega. Ensuite, Damian Priest perd face à Bad Bunny dans un San Juan Street Fight match. Le 27 mai à Night of Champions, Rhea Ripley conserve son titre en battant Natalya en moins de deux minutes. Le 12 juin à Raw, Adam Pearce change le design de son titre qui devient WWE Women's World Championship.
Le 1er juillet à Money in the Bank, Damian Priest remporte la mallette. Un peu plus tard, Dominik Mysterio perd face à Cody Rhodes. À la fin de la soirée, Finn Bálor ne remporte pas le titre mondial poids-lourds de la WWE, battu par Seth "Freakin" Rollins, distrait involontairement par son propre équipier qui a gagné la mallette en début de soirée et perd le match revanche gagné à SummerSlam, il y a 7 ans. Le 18 juillet à NXT, avec l'aide des interventions extérieures de son clan, Dominik Mysterio devient le nouveau champion Nord-Américain de la NXT en battant Wes Lee, remporte le titre pour la première fois de sa carrière et son premier titre personnel. Le 5 août à SummerSlam, Finn Bálor ne remporte pas la ceinture, rebattu par son même adversaire. Pendant le combat, Damian Priest lui prête sa mallette pour qu'il l'utilise afin de tricher, mais malgré les distractions de ses partenaires, subit un Stomp sur celle-ci de la part de The Visionary. Le 2 septembre à Payback, Damian Priest et Finn Bálor deviennent les nouveaux champions incontestés par équipes en battant Kevin Owens et Sami Zayn dans un Pittsburgh Still City Street Fight match et remportent les titres pour la première fois de leurs carrières. Juste après, Rhea Ripley conserve son titre en battant Raquel Rodriguez. Le 30 septembre à NXT No Mercy, Dominik Mysterio ne conserve pas sa ceinture, battu par Trick Williams.
3 soirs plus tard à NXT, il redevient champion Nord-Américain de la NXT, pour la seconde fois, en prenant sa revanche sur son même adversaire avec l'aide des interventions extérieures du clan. Le 7 octobre à Fastlane, Damian Priest et Finn Bálor ne conservent pas leurs ceintures, battus par Cody Rhodes et Jey Uso. Le 16 octobre à Raw, les deux catcheurs du clan redeviennent champions incontestés par équipes, pour la seconde fois, en prenant leur revanche sur leurs mêmes adversaires, aidés par une intervention extérieure de Jimmy Uso. Le 4 novembre à Crown Jewel, Rhea Ripley conserve son titre en rebattant Raquel Rodriguez et en battant Nia Jax, Shayna Baszler et Zoey Stark dans un Fatal 5-Way match. Un peu plus tard dans la soirée, Damian Priest perd face à Cody Rhodes. Neuf soirs plus tard à Raw, JD McDonagh devient un membre officiel du clan. Plus tard dans la soirée, pendant le combat entre Cody Rhodes, Jey Uso, Damian Priest et Finn Bálor pour les titres incontestés par équipes de la WWE, Drew McIntyre effectue un Heel Turn, porte son Claymore kick sur le catcheur samoan et permet au second duo de conserver leurs ceintures,. Le 25 novembre aux Survivor Series: WarGames, Rhea Ripley conserve son titre en rebattant la catcheuse néo-zélandaise. Ensuite, Drew McIntyre et les quatre catcheurs du clan perdent face à Cody Rhodes, Jey Uso, Sami Zayn, Seth "Freakin" Rollins et Randy Orton dans un Men's WarGames match. Le 9 décembre à NXT Deadline, "Dirty" Dominik Mysterio ne conserve pas sa ceinture, battu par Dragon Lee.
Le 27 janvier 2024 au Royal Rumble, Damian Priest, Finn Bálor, Dominik Mysterio et JD McDonagh entrent respectivement dans le Men's Royal Rumble match en 26e, 14e, 9e et 23e positions. Le premier élimine R-Truth avant d'être lui-même éliminé par Sami Zayn. Le second élimine Carmelo Hayes avant d'être lui-même éliminé par Bron Breakker. Le troisième élimine l'ancien champion de NXT avant d'être lui-même éliminé par CM Punk et le dernier se fait éliminer par Jey Uso. Le 24 février à Elimination Chamber, Damian Priest et Finn Bálor conservent leurs titres en battant New Catch Republic (Pete Dunne et Tyler Bate). À la fin de la soirée, Rhea Ripley conserve son titre en rebattant la catcheuse samoane.

#### Perte des titres incontestés par équipes, capture du titre mondial poids-lourds, blessure de Rhea Ripley et capture des titres mondiaux par équipes (2024)
Le 6 avril à WrestleMania XL, Rhea Ripley conserve son titre en battant Becky Lynch. Ensuite, Damian Priest et Finn Bálor ne conservent pas leurs ceintures, battus par Awesome Truth (The Miz et R-Truth) qui gagnent les titres par équipes de Raw et A-Town Down Under (Austin Theory et Grayson Waller) qui gagnent ceux de SmackDown dans un 6-Pack Tag Team Ladder match qui inclut également #DIY (Johnny Gargano et Tommaso Ciampa), The New Day (Kofi Kingston et Xavier Woods) et New Catch Republic. Le lendemain, Damian Priest devient le nouveau champion du monde poids-lourds en battant Drew McIntyre après avoir encaissé sa mallette sur ce dernier, remporte le titre pour la première fois de sa carrière et son second titre personnel. Huit soirs plus tard à Raw, en raison d'une blessure à l'épaule survenue la semaine passée à la suite d'une agression subie par Liv Morgan, Rhea Ripley est contrainte d'abandonner sa ceinture et doit s'absenter pour une durée indéterminée. Le 4 mai à Backlash, Damian Priest conserve son titre en battant Jey Uso. Le 15 juin à Clash at the Castle, il conserve son titre en rebattant The Scottish Warrior. Neuf soirs plus tard à Raw, Finn Bálor et JD McDonagh deviennent les nouveaux champions du monde par équipes en prenant leur revanche sur Awesome Truth.
Le 6 juillet à Money in the Bank, Damian Priest conserve son titre en battant Seth "Freakin" Rollins et en rebattant le catcheur écossais dans un Triple Threat match, car ce dernier a encaissé sa mallette. Deux soirs plus tard à Raw, Rhea Ripley fait son retour de blessure après 3 mois d'absence en tant que Face, fait fuir Liv Morgan et confronte "Dirty" Dominik Mysterio. Le 3 août à SummerSlam, elle ne remporte pas le titre mondial féminin, battue par Liv Morgan. Pendant le combat, "Dirty" Dominik Mysterio la trahit, car il distrait l'arbitre pour aider son adversaire à la battre. Après le combat, le jeune catcheur commence une storyline amoureuse avec la championne. Un peu plus tard, Damian Priest effectue un Face Turn, mais ne conserve pas sa ceinture, battu par Gunther par soumission. Pendant le combat, Finn Bálor le trahit, car il intervient dans le match et empêche son adversaire de perdre.

#### Réorganisation du clan (2024-...)
Deux soirs plus tard à Raw, Carlito et Liv Morgan rejoignent officiellement le clan après l'éviction de Damian Priest et Rhea Ripley. Le 31 août à Bash in Berlin, le couple du clan perd face à celui des exclus. Le 5 octobre à Bad Blood, Finn Bálor perd face à Damian Priest. Ensuite, Liv Morgan perd face à Rhea Ripley par disqualification, à la suite d'une intervention extérieure de Raquel Rodriguez revenue après sept mois d'absence en tant que Heel, mais conserve son titre.
Le 2 novembre à Crown Jewel, avec l'aide de "Dirty" Dominik Mysterio et Raquel Rodriguez, Liv Morgan devient la nouvelle championne Crown Jewel en battant Nia Jax dans un Champion vs. Champion match. Le 30 novembre aux Survivor Series: WarGames, Liv Morgan, Raquel Rodriguez, Nia Jax, Tiffany Stratton et Candice LeRae perdent face à Rhea Ripley, IYO SKY, Bianca Belair, Naomi et Bayley dans un Women's WarGames match. Le 16 décembre à Raw, Finn Bálor et JD McDonagh ne conservent pas leurs ceintures, battus par les War Raiders (Erik et Ivar). 
Le 6 janvier 2025 à l'occasion du premier épisode de Raw sur Netflix, Liv Morgan ne conserve pas sa ceinture, battue par la catcheuse australienne. Le 28 janvier, JD McDonagh souffre de côtes cassées, d'un poumon perforé et doit s'absenter pour une durée indéterminée. Le 1er février au Royal Rumble, Liv Morgan et Raquel Rodriguez entrent dans le Women's Royal Rumble match en seconde et 26e position. La première catcheuse élimine Natalya et Alexa Bliss avant d'être elle-même éliminée par Nia Jax après 63 minutes de match, tandis que la seconde catcheuse se fait également éliminer par la catcheuse samoane après 15 minutes de match. Plus tard dans la soirée, Finn Bálor et Dominik Mysterio entrent dans le Men's Royal Rumble match en 18e et 26e positions. Le premier catcheur élimine Penta avant d'être lui-même éliminé par John Cena après 11 minutes de match, tandis que le second catcheur se fait éliminer par Damian Priest. Vingt-trois soirs plus tard à Raw, Raquel Rodriguez et Liv Morgan redeviennent championnes par équipes, pour la troisième fois, en battant Bianca Belair et Naomi. Le 1er mars à Elimination Chamber, Liv Morgan ne devient pas aspirante no 1 à la ceinture mondiale féminine pour WrestleMania 41, battue par Bianca Belair dans un Women's Elimination Chamber match.
Le 20 avril à WrestleMania 41, Dominik Mysterio devient le nouveau champion Intercontinental en battant son partenaire irlandais, Bron Breakker et Penta dans un Fatal 4-Way match, remporte le titre pour la première fois de sa carrière et son second titre personnel. Plus tard dans la soirée, Liv Morgan et Raquel Rodriguez ne conservent pas leurs ceintures, battues par Becky Lynch (qui faisait son retour et remplaçait Bayley) et Lyra Valkyria. Le lendemain à Raw, les deux catcheuses du clan redeviennent championnes par équipes, pour la quatrième fois, en prenant leur revanche sur leurs mêmes adversaires. Plus tard dans la soirée, JD McDonagh fait son retour de blessure, après 2 mois d'absence, et aide Dominik Mysterio à conserver son titre contre Penta,. Le 10 mai à Backlash, Dominik Mysterio conserve son titre en rebattant le catcheur mexicain. Le 1er juin, Carlito annonce qu'il quitte officiellement la compagnie après l'expiration de son contrat dans 15 jours. Le 7 juin à Money in the Bank, Dominik Mysterio conserve son titre en battant Octagón Jr. 9 soirs plus tard à Raw, Liv Morgan se disloque l'épaule droite pendant son match contre Kairi Sane. Le 20 juin, sa blessure à l'épaule droite est confirmée et elle doit s'absenter pendant 6 mois. Le 28 juin à Night of Champions, Raquel Rodriguez perd face à Rhea Ripley dans un Street Fight match. 2 soirs plus tard à Raw, Finn Bálor et JD McDonagh redeviennent champions du monde par équipes, pour la seconde fois, en battant The New Day. Un peu plus tard, Roxanne Perez remplace temporairement Liv Morgan aux côtés de Raquel Rodriguez et devient officiellement une nouvelle membre du clan,.
13 soirs plus tard à Evolution, les deux catcheuses conservent leurs titres en battant Sol Ruca et Zaria, Alexa Bliss et Charlotte Flair et les Kabuki Warriors (Asuka et Kairi Sane) dans un Fatal 4-Way Tag Team match. Le 2 août à SummerSlam, elles ne conservent pas leurs ceintures, battues par la précédente seconde équipe adverse dans un match revanche.

## Membres du groupe
| *  | Membres fondateurs |
| L  | Leader             |
| AL | Ancien Leader      |

| Identité                 | Identité | Arrivée          | Départ      | Palmarès |
| ------------------------ | -------- | ---------------- | ----------- | --- |
| Edge                     | * AL     | 3 avril 2022     | 6 juin 2022 | |
| Damian Priest            | * AL     | 3 avril 2022     | 3 août 2024 | 1 fois Mr. Money in the Bank 2 fois champion incontesté par équipe - avec Finn Bálor 1 fois champion du monde poids lourds |
| Rhea Ripley              | *        | 8 mai 2022       | 3 août 2024 | 1 fois championne du monde                                                                                                 |
| Finn Bálor               |          | 6 juin 2022      |             | 2 fois champion incontesté par équipe - avec Damian Priest 2 fois champion du monde par équipe - avec JD McDonagh (actuel) |
| "Dirty" Dominik Mysterio |          | 3 septembre 2022 |             | 2 fois champion Nord-Américain de NXT 1 fois champion Intercontinental (actuel)                                            |
| JD McDonagh              |          | 14 août 2023     |             | 2 fois champion du monde par équipe - avec Finn Bálor (actuel)                                                             |
| Carlito                  |          | 6 mai 2024       | 2 juin 2025 | |
| Liv Morgan               |          | 5 août 2024      |             | 1 fois championne du monde championne Crown Jewel 2024 2 fois championne par équipes - avec Raquel Rodriguez (actuelle)    |
| Raquel Rodriguez         |          | 5 octobre 2024   |             | 3 fois championne par équipes - Liv Morgan (2 fois) et Roxanne Perez (1 fois) (actuelle)                                   |
| Roxanne Perez            |          | 30 juin 2025     |             | 1 fois championne par équipes - avec Raquel Rodriguez (actuelle)                                                           |

## Palmarès
- World Wrestling Entertainment
  - 1 fois champion du monde poids-lourds de la WWE - Damian Priest
  - 2 fois championne du monde de la WWE - Rhea Ripley (1 fois), Liv Morgan (1 fois)
  - 1 fois champion intercontinental de la WWE - Dominik Mysterio (actuel)
  - 2 fois champion Nord-Américain de la NXT - Dominik Mysterio
  - 2 fois champions incontestés par équipe de la WWE (Champions par équipe de Raw + Champions par équipe de SmackDown) - Finn Bálor et Damian Priest
  - 2 fois champions du monde par équipe de la WWE - Finn Bálor et JD McDonagh (actuels)
  - 3 fois championnes féminin par équipes de la WWE - Liv Morgan et Raquel Rodriguez (2 fois) ; Raquel Rodriguez et Roxanne Perez (1 fois) (actuelles)
  - Vainqueure du Royal Rumble féminin de 2023 - Rhea Ripley
  - Vainqueur du Money in the Bank masculin de 2023 - Damian Priest
  - WWE Women's Crown Jewel Champion 2024 - Liv Morgan